# Rado
Rado také Radon (6. století - 617) byl franský majordomus královského paláce v Burgundsku od roku 613 do roku 617.
Rado pocházel z velmi vlivné franské rodiny, která v Austrasii vlastnila rozsáhlé pozemky. Jeho otcem byl Autharius, vysoký funkcionář královského dvora, jeho matka Aige byla dědička velkých statků poblíž Jouarre. Významnou osobností byl i jeho bratr Audoin, biskup z Rouenu. Rado patřil spolu s Pipinem z Landenu a Arnulfem z Met mezi první aristokraty v Austrasii, kteří přešli do opozice proti královně Brunhildě, která chtěla obnovit daň z nemovitosti, což vyvolalo hněv vlivné šlechty. Když v roce 613 zemřel král Theuderich II. na úplavici, královna Brunhilda s pomocí majordoma Warnachara nechala jmenovat jeho nemanželského a nezletilého syna Sigiberta II. králem a ujala se znovu regentství, čímž si udržela vedoucí pozici v Austrasii. Po Brunhildině plánovaném spiknutí s cílem zabít Warnachara se i Warnachar přidal k opozici, která jmenovala Chlothara II. jediným králem Franků. Již v roce 613 byl Chlothar považován za jediného krále sjednocené Franské říše, což ukončilo občanskou válku v říši. Brunhilda byla i s mladým králem Sigibertem II. zadržená a na příkaz Chlothara byli oba popraveni.
Rado byl jedním z aristokratů, který v roce 614 vyjednával s králem uspořádání ve znovu sjednoceném království. Přestože Chlothar II. byl králem Neustrie, Austrasie i Burgundska, Austrasie si zachovala částečnou nezávislost. Chlothar Radona za jeho služby jmenoval majordomem královského paláce. Je také možné, že ho Chlothar do úřadu jmenoval z důvodu jeho vysokého věku a také menšího vlivu, než měli ostatní aristokraté. Jedním z nejctižádostivějších byl Pipin I., kterého do tohoto úřadu chtěli dosadit austrasijští aristokraté.
Rado zemřel kolem roku 617. Jeho nástupcem byl jmenován Hugo z Austrasie. Až po Hugovi, v roce 623 byl majordomem jmenován Pipin I. Starší, čímž se splnilo přání aristokracie.